# Domaine de Coakley Bay
Le Domaine de Coakley Bay est une ancienne plantation de 22 hectares située à l'est de Christiansted dans les Îles Vierges des États-Unis. Il a été inscrit au Registre national des lieux historiques en 1976.

## Propriété
Elle comprend les ruines d'un ancien moulin utilisé pour moudre la canne à sucre et d'un moulin à vent de 20 pieds (6,1 m) pour puiser de l'eau. Une pierre angulaire sur ce dernier est marquée de l'année « 1810 ». Le domaine comprend une grande maison d'un étage de 70 x 36 pieds (21 m × 11 m) avec les fondations et le rez-de-chaussée construit en « ballast rouge et brique jaune ».